# Hirose Kō
Hirose Kō (japanisch 広瀬 功; geboren 25. September 1921 in der Präfektur Kanagawa; gestorben 16. Februar 2006) war ein japanischer Maler im Yōga-Stil.

## Leben und Wirken
Hirose Kō studierte in der Abteilung für Westliche Malerei an der „Tōkyō bijutsu gakkō“ (東京美術学校), einer der Vorläufereinrichtungen der heutigen Universität der Künste Tokio, unter Yasui Sōtarō und Schloss 1946 sein Studium ab.
1946 zeigte Hirose Bilder auf der Ausstellungsreihe „Ichisuikai-ten“(一水会展) und wurde ein Jahr später Mitglied der Künstlergemeinschaft. 1946 konnte er zum ersten Mal Bilder auf der Ausstellungsreihe „Nitten“ zeigen, auf der 1950 ein Werk von ihm ausgezeichnet wurde.
Typisch für Hirose sind weitflächige Landschaftsbilder, die in warmen Farben ausgeführt sind.
Hirose wurden mit den folgenden Preisen ausgezeichnet:
- 1963 für „Yane“ (屋根) – „Dach“ mit dem „Kikubana-Preis“ (菊華賞),
- 1982 für „Kōgen no aki“ (高原の秋) – „Herbst auf dem Hochland“ mit einem Preis des Ministerpräsidenten (内閣総理大臣賞, Nakaku Sōridaijin shō),
- 1986 Preis der Japanischen Akademie der Künste ebenfalls für „Kōgen no aki“,
- 1986 1. Koyama-Keizō-Preis (小山敬三美術賞), benannt nach dem Maler Koyama Keizō.